# Microdon piperi
Microdon piperi är en tvåvingeart som beskrevs av Frederick Knab 1917. Microdon piperi ingår i släktet myrblomflugor, och familjen blomflugor. Inga underarter finns listade i Catalogue of Life.